# Exilisciurus
Exilisciurus är ett släkte i familjen ekorrar (Sciuridae) med tre arter som förekommer i Sydostasien. Arterna räknades tidigare till släktet Nannosciurus. Enligt nyare molekylärgenetiska undersökningar utgör Exilisciurus systergruppen till alla andra släkten i underfamiljen Callosciurinae.
Trots allt liknar de i utseende och beteende arten Nannosciurus melanotis. Kroppslängden ligger mellan 7 och 10 centimeter, svanslängden är 5 till 8 centimeter. De är alltså efter afrikansk dvärgekorre näst minst i familjen ekorrar. Vikten varierar mellan 15 och 35 gram. Pälsen är på ovansidan rödbrun, brun eller grå. Undersidan är något ljusare. Alla arter förekommer i den täta tropiska regnskogen.
Dessa ekorrar lever i låglandet och i bergstrakter upp till 3000 meter över havet. De har olika växtdelar och ibland myror som föda. Undersökta honor var dräktiga med två ungar.
Arterna är:
- Enfärgad dvärgekorre, Exilisciurus exilis (Müller 1838), på Borneo
- Exilisciurus whiteheadi (Thomas 1887), på Borneo
- Exilisciurus concinnus (Thomas 1888), på Mindanao och småöar i närheten

IUCN listar enfärgad dvärgekorre med kunskapsbrist (Data Deficient) och de andra två som livskraftig (Least Concern).